# Kjetil Undset
Kjetil Undset, född den 24 januari 1970 i Stavanger i Norge, är en norsk roddare.
Han tog OS-silver i dubbelsculler i samband med de olympiska roddtävlingarna 1996 i Atlanta.